# جریان الکتریکی
جریان الکتریکی به جاری شدن بار الکتریکی گفته می‌شود. به معنای دیگر جریان الکتریکی به صورت نرخ تغییر بار الکتریکی نسبت به زمان تعریف شده که با نماد I نشان داده می‌شود. در یک مدار الکتریکی، بار الکتریکی را، اغلب، الکترون‌ها حمل می‌کنند. همچنین یون‌ها در الکترولیت نیز می‌توانند بار الکتریکی حمل کنند. در پلاسما، یون و الکترون، هر دو، بار الکتریکی حمل می‌کنند.
در دستگاه بین‌المللی یکاها، واحد جریان الکتریکی، آمپر است. یک آمپر، برابر با گذر یک کولن بار الکتریکی در یک ثانیه از یک سطح است. جریان الکتریکی را با آمپرمتر اندازه می‌گیرند.
جریان الکتریکی سبب گرمایش مقاومتی می‌شود؛ که مثلاً به صورت نور در لامپ‌های رشته‌ای پدیدار می‌شود. جریان الکتریکی همچنین میدان مغناطیسی تولید می‌کند که از آن در موتورهای القایی، ژنراتورها و موارد بسیار دیگر استفاده می‌شود. در جریان الکتریکی، ذراتی که بار الکتریکی را حمل می‌کنند، حامل بار نامیده می‌شوند. از آن‌جا که در فلزات، الکترون‌ها با یک یا چند الکترون دیگر در هر اتم، پیوند ضعیفی دارند، می‌توانند داخل فلز آزادانه حرکت کنند.
در یک مدار الکتریکی ساده، باتری به هر الکترونی که از خود عبور می‌دهد به اندازه اختلاف پتانسیل دو سر خود، انرژی می‌دهد. الکترون‌ها در حرکتند اما اتم‌های رسانا نوساناتی دارند و در برابر حرکت الکترون‌ها، مقاومت می‌کنند و الکترون‌ها مقداری از انرژی خود را از دست می‌دهند. این انرژی به صورت گرما هدر می‌رود.

## کتابشناسی
- چنگ، دیوید. الکترومغناطیس میدان و امواج. ترجمهٔ پرویز جبه‌دار مارالانی و محمد قوامی. مؤسسه انتشارات و چاپ دانشگاه تهران. پاییز ۱۳۷۹. چاپ